# Wijnendale
Wijnendale je vesnice, část města Torhout, v okrese Bruggy v provincii Západní Flandry v Belgii.

## Historie
Do roku 1977 byla vesnice Wijnendale součástí obce Ichtegem, poté byla přičleněna k městu Torhout.

## Geografie
Ves Wijnendale je vzdálena 4 km od centra města Torhout. Nachází se na půl cesty mezi městem Torhout a obcí Ichtegem.
Vesnice se nachází na náhorní plošině ve 40 m n. m., asi o 20 m výše než je okolní krajina.